# Cemil Aksu
Cemil Aksu (ur. 29 stycznia 1977 w Hopie, Artvin) – turecki dziennikarz i działacz społeczny pochodzenia ormiańskiego, więzień polityczny.

## Życiorys
W 1996 został aresztowany przez policję turecką z powodów politycznych i skazany na 8 lat więzienia. W 2004, po opuszczeniu więzienia rozpoczął studia z zakresu administracji publicznej na Uniwersytecie Anadolu, które ukończył w 2008. Ukończył także studia magisterskie z zakresu filozofii na stambulskim Uniwersytecie Bilgi. W latach 2008–2011 był wydawcą pisma Hamshenian Biryaşam, publikującego artykuły z zakresu historii, polityki i ekologii. Występował publicznie jako przeciwnik rozwoju energetyki jądrowej w Turcji. Kieruje organizacją ekologiczną Bir Yaşam (Jedno życie).
W listopadzie 2017 został aresztowany w Artvinie przez policję pod zarzutem gloryfikacji zbrodni i zbrodniarzy w mediach społecznościowych. Aresztowano także jego żonę. Oboje zostali uwolnieni z więzienia w Burdurze po spędzeniu kilku tygodni w celi.
Cemil Aksu jest żonaty (żona Nurcan Vayiç Aksu), ma syna Areva.